# Димитриу, Горациу
Горациу Димитриу (рум. Horațiu Dimitriu; 4 февраля 1890, Тыргу-Жиу — 5 марта 1926, Бухарест) — румынский художник-постимпрессионист и график. Внук известного румынского живописца Теодора Амана.

## Жизнь и творчество
Учился в военной школе, после окончания которой, в 1908 году, приезжает в Баварию, где поступает в мюнхенскую Академию изящных искусств, в класс Габриэля фон Хакля. Затем продолжает своё художественное образование в парижской Национальной школе изящных искусств. Не закончив последнюю, становится учеником Жан-Поля Лорана. 
Вернувшись на родину в 1915 году, Г. Димитриу выставляет 4 своих полотна на национальной экспозиции «Официальная выставка современных художников», и 5 графических работ (в том числе такие, как Учитель (портрет Джордже Энеску), Африка и Браво, торреро) на выставке Tinerimea artistică (Молодёжь искусства). Сюжеты для своих работ художник заимствовал преимущественно из крестьянской жизни и быта своей родины. В том же году состоялась персональная выставка Г. Димитриу в Крайове. На ней было представлено большое количество его произведений масляной живописи (в первую очередь пейзажей), ксилографий и рисунков.
В 1916 году проходит его персональная выставка в Яссах, на которой были представлены новые работы Г. Димитриу. 
В 1921 году он выставляет в румынской столице 86 полотен, пастелей, литографий, рисунков и произведений графики, созданных им за последние годы в Крайове, Бухаресте и Кэмпулунге. В последующие годы Г. Димитриу также участвует в различных выставках, в том числе и в Tinerimea artistică и в Бухарестском официальном салоне (Salonul oficial). В 1925 году его картины участвуют в совместной экспозиции с работами таких мастеров, как Николае Тоница и Штефан Димитреску в Сэмбэта-де-Сус. Последняя персональная прижизненная выставка художника состоялась в бухарестском Атенеуме.
Скончался Г. Димитриу в 36 лет вследствие заболевания туберкулёзом в день своего вернисажа 5 марта 1926 года.

## Галерея

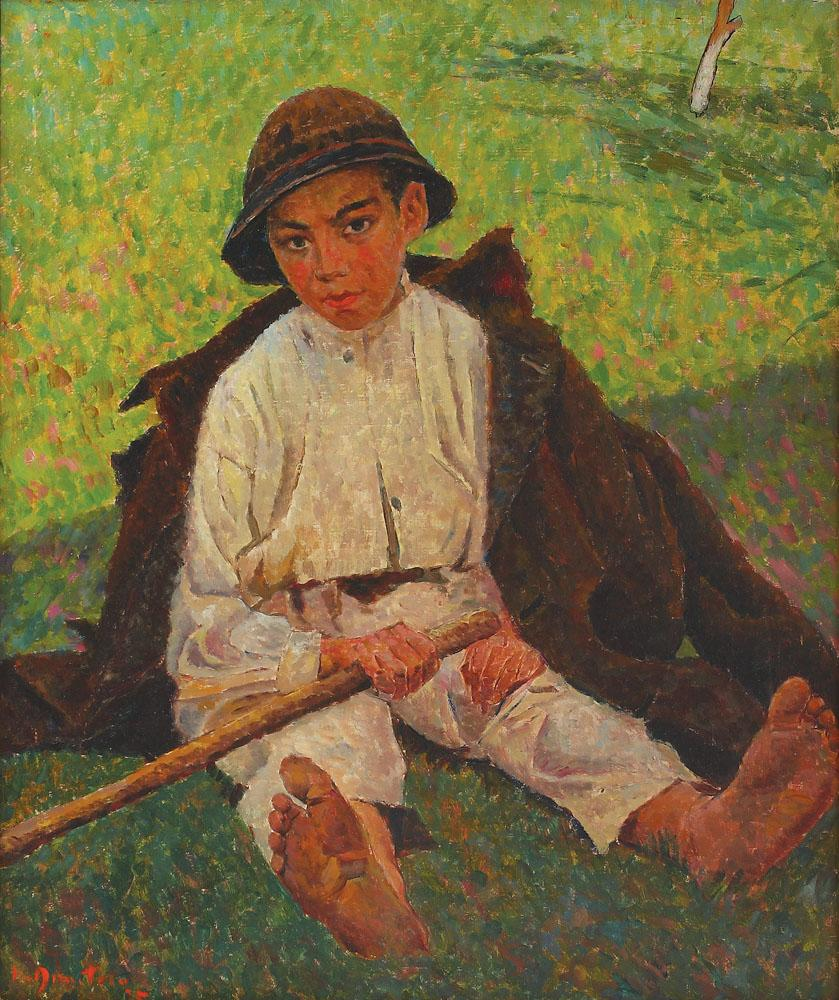
Пастушок, 1925
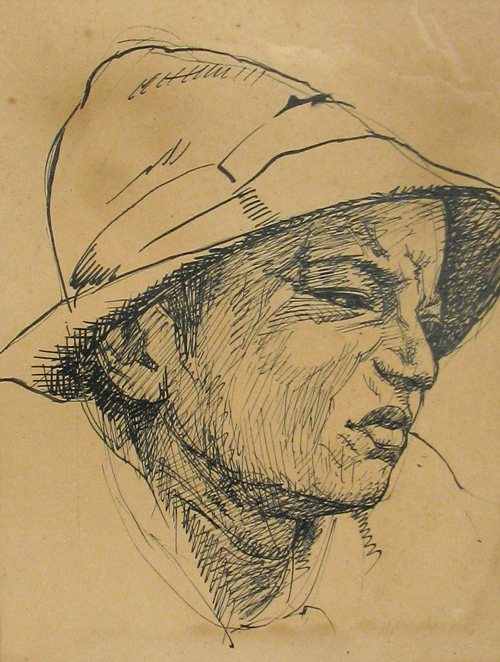
Портрет мальчика
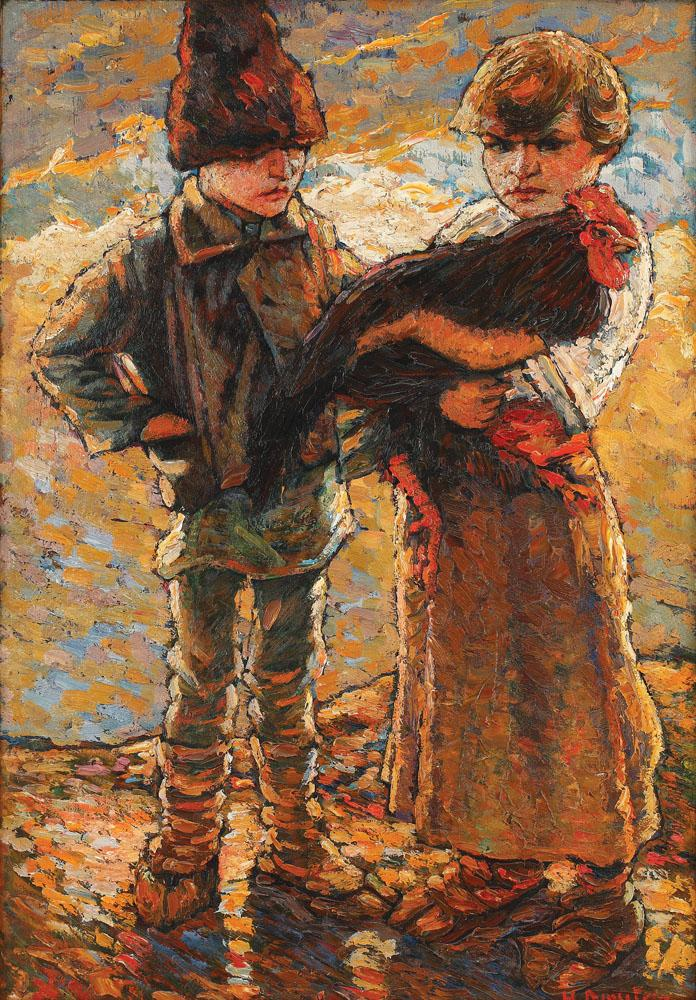
Три друга
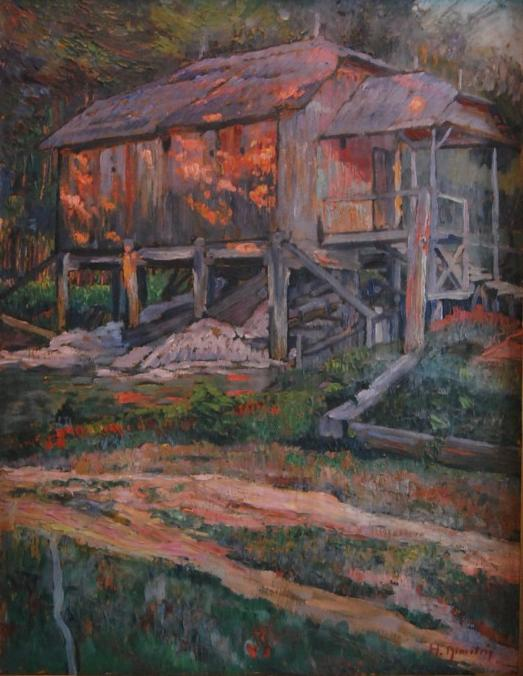
Горная хижина
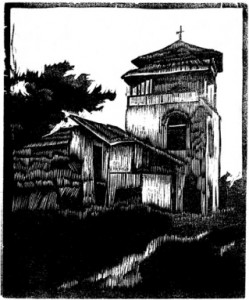
Вид на церковь
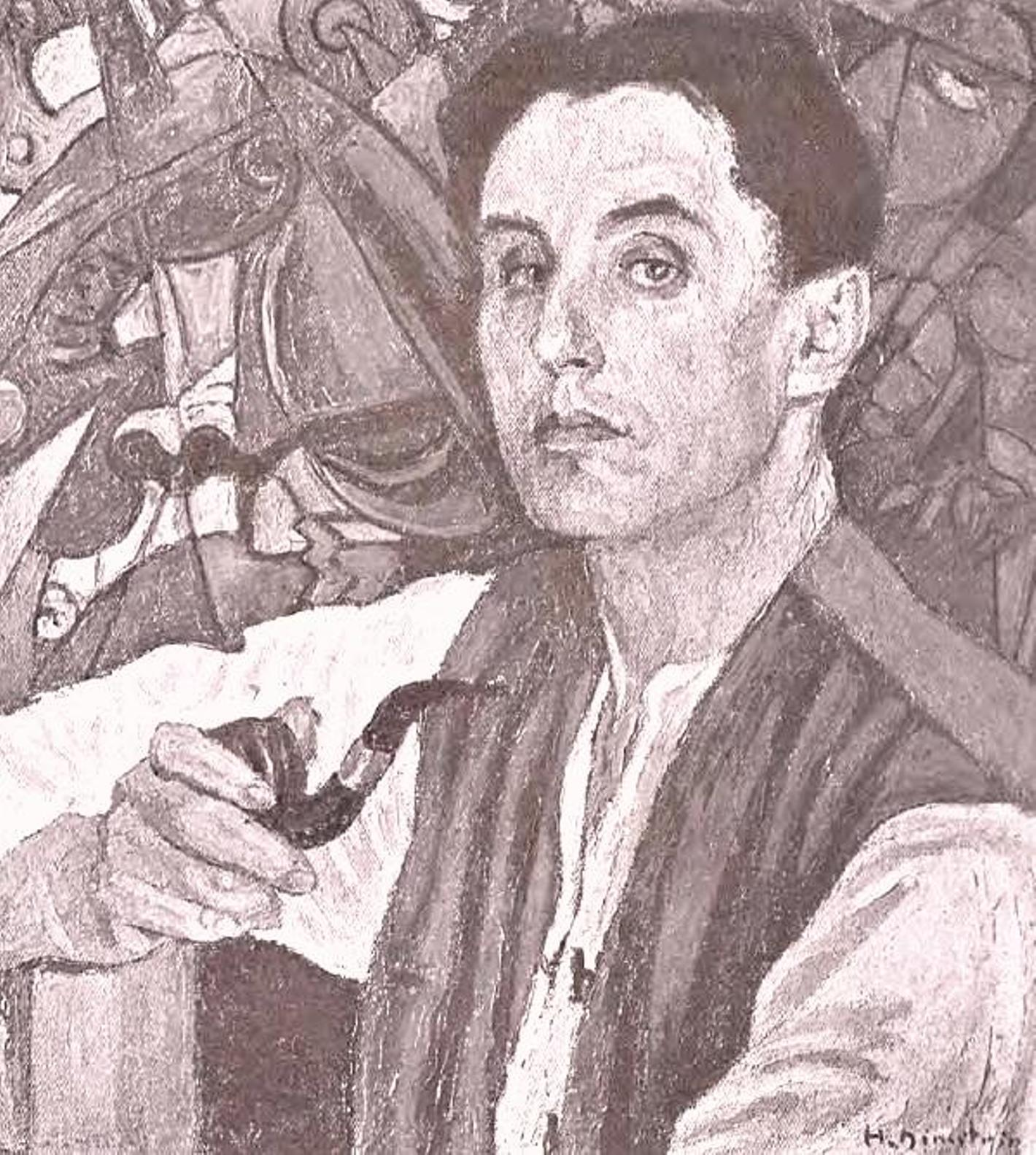
Автопортрет